# Jimmy Dixon
Jimmy Dixon (Tubmanburg, Liberia, 10 de octubre de 1981) y es un futbolista liberiano. Juega de defensa y actualmente juega en el Manisaspor de la TFF First League de Turquía. Es actualmente seleccionado liberiano, donde ha jugado 20 partidos.

## Carrera
Nacido en Tubmanburg, Dixon comenzó su carrera con el Mark Professionals antes de su traspaso el año 2000 al club sueco Floda BoIF. Después de dos temporadas, Dixon fue traspasado al BK Häcken, club en el que estuvo cinco temporadas y en el que llegó a atraer la atención del Arsenal inglés. Luego firmó por el Malmö FF durante la temporada 2007, en un contrato por tres años. En 2009, Dixon se trasladó a Turquía y firmó contrato con el Manisaspor.

## Selección nacional
Dixon debutó como internacional por Liberia el año 1999, y desde aquel momento ha aparecido ocho veces en Clasificatorias para Mundiales de la FIFA.

## Clubes
| Club               | País    | Año           |
| ------------------ | ------- | ------------- |
| Mark Professionals | Liberia | 1998 - 1999   |
| Floda BoIF         | Suecia  | 2000-2001     |
| BK Häcken          | Suecia  | 2002-2006     |
| Malmö FF           | Suecia  | 2007-2009     |
| Manisaspor         | Turquía | 2009-presente |